# Sobrigau
Sobrigau ist ein Ortsteil der sächsischen Gemeinde Kreischa im Landkreis Sächsische Schweiz-Osterzgebirge.

## Geografie
Sobrigau befindet sich südlich der Landeshauptstadt Dresden und nördlich von Kreischa. Im Norden führt die Bundesautobahn 17 vorbei. Im Nordwesten befindet sich die Talsperre Kauscha.

### Nachbarorte
| Goppeln   | Kauscha, Nickern                            | Lockwitz    |
| Gaustritz | Kompassrose, die auf Nachbargemeinden zeigt |             |
| Babisnau  | Gombsen                                     | Burgstädtel |

### Geologie
Der Ort liegt über einem Prallhang des Lockwitzbaches weit oberhalb des Talgrundes auf einer sanft ansteigenden Hochfläche einer kreidezeitlichen Sandsteinplatte. Die Lösslehmbedeckung des Sandsteins bot gute Voraussetzungen für eine ackerbauliche Nutzung der Hochflächen.

### Siedlungsform und Flurform
Das Zentrum von Sobrigau stellt ein Platz mit der Bezeichnung „Am Rundling“ dar. Der Name weist auf die ursprüngliche Siedlungsform des Dorfes – einen slawischen Rundling (Rundplatzdorf) – hin. Die bestimmenden Flurformen waren Block- und Streifenflur.
Die Flurnamen geben Hinweise auf die naturräumliche Ausstattung des historischen Landschaftsraumes von Sobrigau. Namen wie Buschberg, Grundberg und Leiten sind im Bereich der Hangkante des Lockwitztales zu finden. Dohle oder Duhle bezeichnen eine Absenkung am Weg nach Nickern und in drei Mergelgruben. Der Abbau von Mergel diente wahrscheinlich landwirtschaftlichen Zwecken. Der kalkhaltige Ton wurde als Düngemittel eingesetzt, um die Bodenfruchtbarkeit zu erhöhen.

## Geschichte
Der Ortsname leitet sich von dem altslawischen Begriff Sobligor bzw. dem altsorbischen Wort Sobě-lěgari ab und bedeutet die Abseitswohnenden. Der Name weist auf eine slawische Besiedelung des Raumes hin.
Die erste urkundliche Erwähnung Sobrigaus stammt aus dem Jahr 1288. 1442 gehörte der Ort zur Pflege Dresden, 1547 zum Amt Dresden. 1843 war Sobrigau zum Amt Pirna gehörig. Danach gehörte der Ort von 1856 bis 1875 zum Gerichtsamt Dresden, dann zur gleichnamigen Amtshauptmannschaft. 1952 wurde der Ort Teil des Kreises Freital. Zum 1. März 1994 erfolgte die Eingemeindung Sobrigaus nach Kreischa. Im Zuge der Landkreisreform in Sachsen 1994 wurde Kreischa mit seinen Ortsteilen Teil des aus den Landkreisen Freital und Dippoldiswalde neugebildeten Weißeritzkreises. Dieser wurde zum 1. August 2008 mit dem Landkreis Sächsische Schweiz zum Landkreis Sächsische Schweiz-Osterzgebirge vereinigt.

### Dorfgasthof Sobrigau

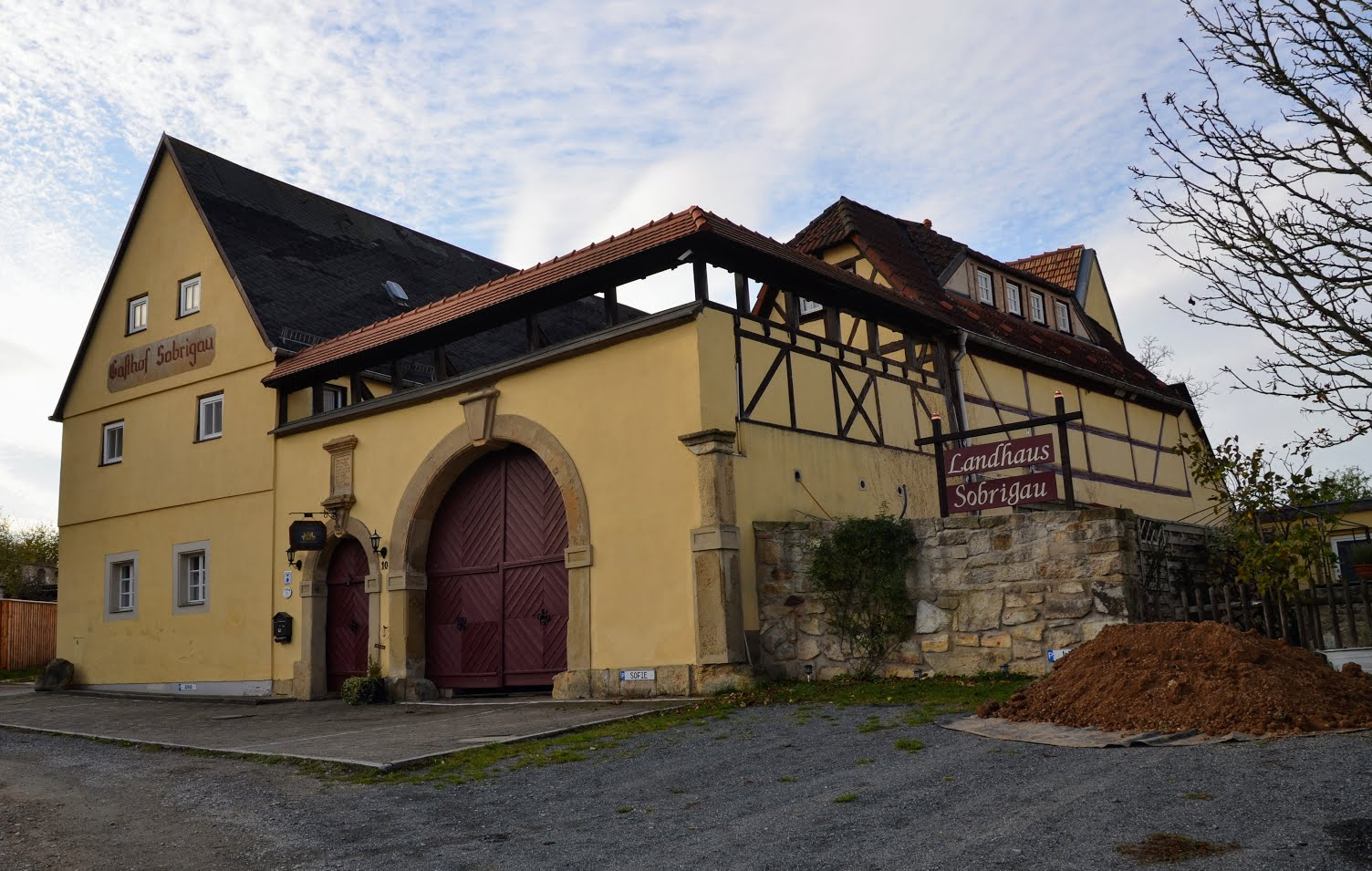
Dorfgasthof Sobrigau (2017)

Der historische Dreiseitenhof am Rundling in Sobrigau steht unter Denkmalschutz und war der alte Gasthof des Ortes. Nach dem Schlussstein über dem Eingangstor wurde das Gebäude 1728 errichtet. Inschriften auf der Hofmauer (1606) deuten auf eine ältere Bausubstanz. Das Fachwerkobergeschoss steht auf einem massiven Sandsteinsockel. Ein überwölbtes Hoftor mit Nebenpforte dient als Zugang zum Hofraum. Im Jahre 2010 wurde der alte Dorfgasthof denkmalgerecht saniert.

### Schokoladenfabrik

Reklameschild von Otto Rüger mit „Hansi“ (1908)

Die ehemalige Schokoladenfabrik von Konrad Otto Rüger befindet sich im Lockwitzgrund bei Sobrigau. Im Jahre 1932 wurde die Schokoladenproduktion aufgrund von Konkurrenz und sinkender Absatzzahlen eingestellt. Einzelne Gebäude wurden in den Folgejahren als Wohngebäude hergerichtet und 41 Familien bezogen die ehemalige Schokoladenfabrik. Im Jahre 1995 verkauften die Rügerschen Erben die Liegenschaft an die EURAG Bauträger AG, welche den Gebäudekomplex zum Wohnpark Lockwitztalaue entwickelte.

### Hummelmühle

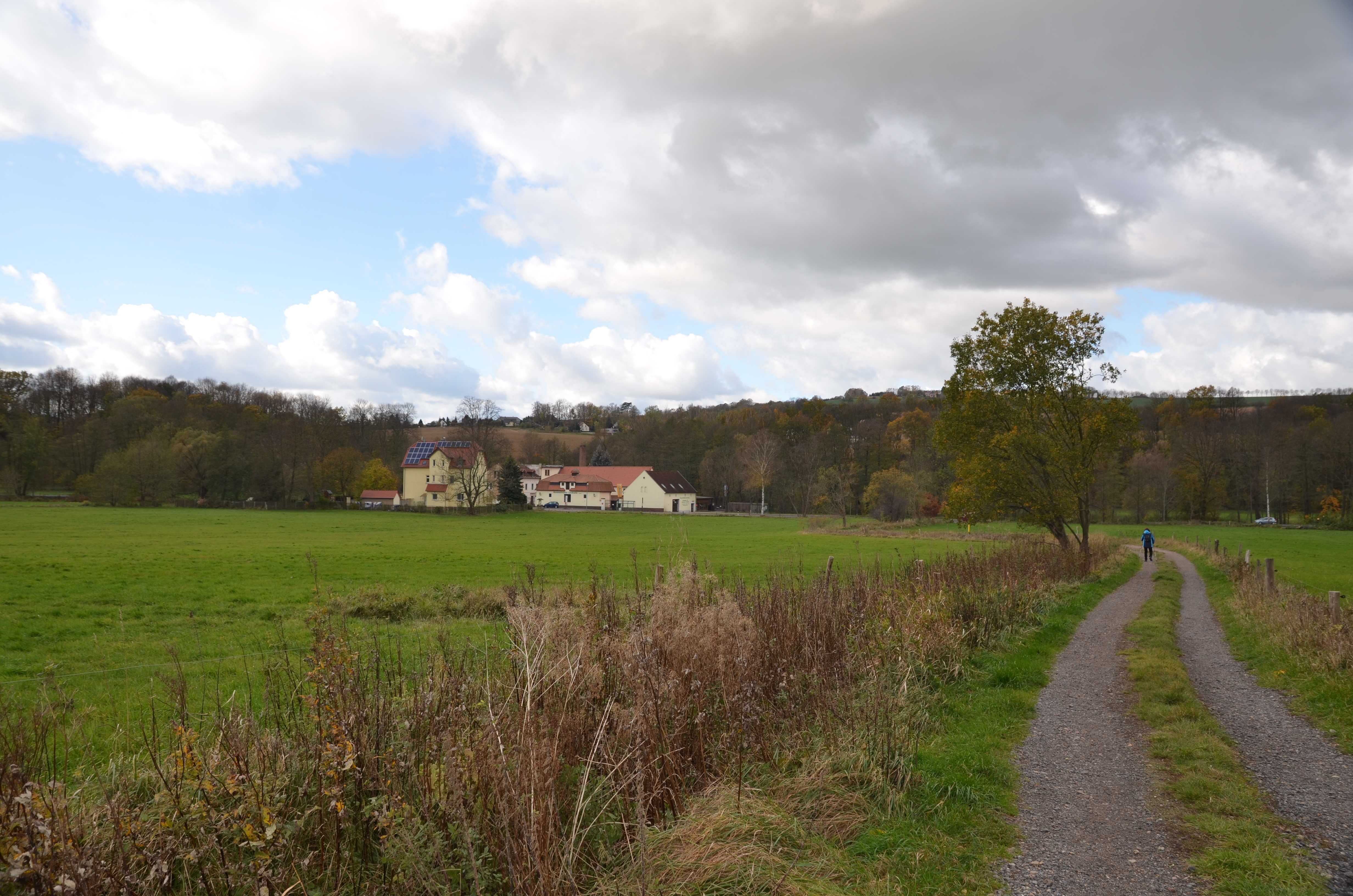
Gebäudekomplex der Hummelmühle, Blick aus östlicher Richtung auf das Lockwitztal

Die Hummelmühle liegt im Lockwitztal zwischen Kreischa und Lockwitz. Der Name leitet sich von der Flurbezeichnung homel ab, welche für Hügel steht.
Als Mühle unter Burgstaddel wurde sie 1571 erstmals erwähnt. Antinapoleonische Truppen haben die Hummelmühle 1813 schwer beschädigt. Julius Hermann Opitz kaufte 1858 die Mühle am Lockwitzbach und erneuerte sie in den Jahren zwischen 1869 und 1874. Um die Wirtschaftlichkeit des Betriebes zu steigern, stellte er eine Dampfmaschine auf. Noch bis in das Jahr 1989 fungierte die Mühle als Mischfutterwerk für die Landwirtschaftliche Produktionsgenossenschaft Borthen (LPG).
Der lange, steile Hang hinter der Hummelmühle in Richtung Burgstädtel weist einen großen Höhenunterschied auf und wird aufgrund seiner topografischen Eignung und landschaftlich attraktiven Lage im Lockwitztal als Rodelberg für Tagesausflügler aus Dresden genutzt. Die Länge der Rodelstrecke beträgt rund 200 Meter.

### Streuobstwiese
Das Zisterzienserkloster Altzelle war seit dem Jahr 1309 im Eigentum eines Weinberghanges in Sobrigau. Der circa 4 Hektar große, stark geneigte und südexponierte Hang über dem Lockwitztalgrund eignete sich aufgrund seiner klimabegünstigten Lage besonders für den Weinbau. Ein klösterlicher Wirtschaftshof in Dresden-Leubnitz bezog das Erntegut. In der zweiten Hälfte des 19. Jahrhunderts wurde der aufgelassene Weinberghang mit Obstbäumen bepflanzt. Die mit Apfelbäumen überstellte und landschaftsbildprägende Streuobstwiese verbrachte im 21. Jahrhundert sukzessive. Gebüsche bestehend aus Brombeer-, Schlehen- und Heckenrosengesellschaften etablierten sich auf dem 40 Prozent geneigten Steilhang. Der Naturschutzverband Grünen Liga Dresden (Oberes Elbtal) entwickelte im Jahre 2011 ein Entbuschungs- und Pflegekonzept. Nachdem im Frühjahr 2012 durch motormanuelle Verfahren die Gehölzstrukturen grob beseitigt wurden, begann die Pflegearbeit der Graugehörnten Heidschnucke, die eine Art der Nordischen Kurzschwanzschafe ist. Aufgrund der geringen Haltungsansprüche und der genügsamen Ernährung eignet sich die Heidschnucke besonders für die anspruchsvolle Landschaftspflege. Die Herde dieser gefährdeten Nutztierrasse umfasst derzeit 40 Tiere. Der Apfelhang stellt ein historisches Kulturlandschaftselement des Lockwitztales dar. Im Frühjahr während der Apfelblüte beeindruckt die weiße Pracht der zahlreichen Obstbäume. Die höhlenreichen Altholzbäume dieser Streuobstwiese bieten dem stark gefährdeten Juchtenkäfers (Osmoderma eremita) geeignete Lebensraumbedingungen.

### Entwicklung der Einwohnerzahl
| Jahr    | Einwohnerzahl                  |
| ------- | ------------------------------ |
| 1547/52 | 16 besessene Mann, 44 Inwohner |
| 1764    | 17 besessene Mann, 1 Häusler   |
| 1834    | 154                            |
| 1871    | 154                            |
| 1890    | 173                            |
| 1910    | 187                            |
| 1925    | 186                            |

| Jahr | Einwohner |
| ---- | --------- |
| 1939 | 271       |
| 1946 | 370       |
| 1950 | 373       |
| 1964 | 275       |
| 1990 | 223       |
| 2011 | 325       |

### Ortsnamenformen
Im Laufe der Geschichte änderte sich der Name des Ortes Sobrigau vielfach.
- 1288: Szobelgor
- 1307: Zobelgor
- 1405: Czobelgar
- 1442: Subligor
- 1445/47: Sobligor
- 1465: Czarbigo
- 1476: Zcobligar
- 1479: Zcobergaw
- 1529: Subligar
- 1539: Sobliar
- 1545: Sobriga
- 1551: Sobrigen
- 1568: Sobrie
- 1586: Sobrigaw
- 1718: Sobrigau